# Dactylolabis nubecula
Dactylolabis nubecula är en tvåvingeart som beskrevs av Carl Ernst Otto Kuntze 1913. Dactylolabis nubecula ingår i släktet Dactylolabis och familjen småharkrankar. Inga underarter finns listade i Catalogue of Life.